# Seyfried Christoph von Breuner

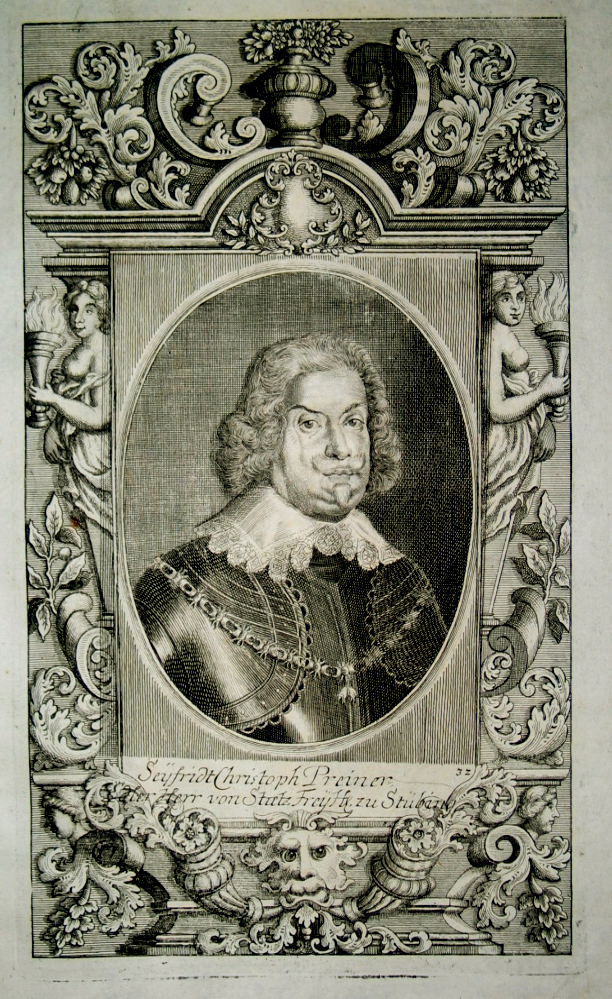
Seyfried Christoph von Breuner

Graf Seyfried Christoph von Breuner (* 1569 in Staatz; † 22. November 1651 in Asparn an der Zaya), Angehöriger des österreichischen Adelsgeschlechts der Breuner, war Ratgeber dreier Kaiser des Heiligen Römischen Reichs.

## Biographie
Seyfried Christoph von Breuners Eltern waren der Statthalter des Erzherzogtums Österreich unter der Enns Freiherr Seyfried Breuner (1538–1594) und dessen Ehefrau die Freiin Elisabeth von Eitzing (* 1581; † 14. November 1607). Er wurde als weiter Sohn in Staatz im niederösterreichischen Weinviertel geboren. Er studierte Rechtswissenschaften in Padua und trat 1597 in den Staatsdienst ein. Kaiser Rudolf II. ernannte ihn zum Hofkammerrat, 1600 stieg er bereits zum Präsidenten der niederösterreichischen Hofkammer auf.
Seyfried Christoph war ursprünglich Protestant, trat aber zum Katholizismus über. Dies sicherte ihm Einfluss am Hof Kaiser Matthias auch nach dem Bruderzwist mit Rudolf. 1618 beteiligte er sich am Sturz des mächtigen Kardinals Melchior Khlesl. Er gehörte zum engsten Beraterkreis Kaiser Ferdinands II. Dieser erhob ihn 1624 in den Reichsgrafenstand. Von 1620 bis 1626 war er Landmarschall der niederösterreichischen Landstände und gleich anschließend Statthalter von Niederösterreich. Dieses Amt legte er erst 1640 aus Altersgründen nieder.
Seyfried Christoph war ein Finanzgenie und galt als einer der reichsten Männer seiner Zeit. 1594 erbte er von seinem Vater die Pfandherrschaft von Staatz, 1600 kaufte er die Herrschaft samt Burg von Kaiser Rudolf für 48.708 Gulden. 1610 erwarb er für 145.000 Gulden die Herrschaft Asparn und baute das dortige Schloss zu seiner Hauptresidenz aus. In Asparn gründete er ein noch heute bestehendes Minoritenkloster.
In seine letzten Lebensjahre fiel die Zerstörung seiner Stammburg Staatz 1645 durch schwedische Truppen. Seyfried Christoph starb 1651 im Alter von 82 Jahren. Er wurde in der Gruft der Pfarrkirche Asparn beigesetzt. Sein Denkmal steht an der Schlossbrücke.

## Familie
Breuner heiratete am 9. Februar 1592 die Freiin Anna Maria Elisabeth von Harrach zu Rohrau (* 1564; † 2. September 1624). Das Paar hatte mehrere Kinder:
- Siegfried Leonhard (* 1589/91; † 1666)

⚭ nach 8. September 1616 Gräfin Maria Susanna von Thurn und Valsassina († 13. Februar 1634)
⚭ 1634 Gräfin Anna Dorothea von Starhemberg (* 26. Februar 1607; † 1636)
⚭ vor 28. September 1638 Freiin Elisabeth von Landau zum Haus (* ca. 1602; † 13. Februar 1641)
⚭ 1641 Freiin Anastasia Teufel von Guntersdorf († 1646)
⚭ 1648 Gräfin Maria Anna von Khevenhüller (* 3. März 1623; † 18. Juni 1653), Tochter von Franz Christoph von Khevenhüller
⚭ um 1654 Gräfin Elisabeth Polyxena von Cavriani Freiin zu Unter-Waltersdorf († 14. Juni 1703)
- Ferdinand Ernst (* um 1594; † als Kind)
- Elisabeth Johanna Susanna (* 1592)
- Maria Katharina
- Polyxena Emma, Nonne in Wien

Nach dem Tod seiner ersten Frau heiratete er in Nikolsburg im Jahr 1625 die Freiin Maria Margareta von Mollart. Letztmals heiratete er 1633 dann Anna Johanna von Hollenegg († 1654).

## Sonstiges
Seyfried Christoph von Breuner ist als Figur in Grillparzers Drama Ein Bruderzwist in Habsburg verewigt.